# Чичево (Коњиц)
Чичево је насељено место у Босни и Херцеговини у општини Коњиц у Херцеговачко-неретванском кантону које административно припада Федерацији Босне и Херцеговине. Према попису становништва из 1991. у насељу је живјело 190 становника.

## Становништво
По последњем службеном попису становништва из 1991. године у насељу Чичево живело је 190 становника. Становници су претежно били Срби.
| Националност       | 1971. | 1981. | 1991.        |
| Срби               |       |       | 188 (98,95%) |
| остали и непознато |       |       | 2 (1,05%)    |
| Укупно             |       |       | 190          |